# 桐野安生
桐野 安生（きりの やすお、1978年10月2日 - ）は、日本のお笑い芸人。SMA NEET Project所属。

## 人物・経歴
- 体重70 kg[2]、靴のサイズ27.5 cm[3]。
- 「桐野安生」は芸名であり、本名は公式には非公表[2]としているが『有田ジェネレーション』においてバラされた[1]。また、ゲスト出演したYouTubeでは度々自白している[4]。
- 趣味は映画鑑賞[2]で日活や東映の作品を好み、高倉健に憧れている。エディ・マーフィ主演の映画『星の王子 ニューヨークへ行く』のDVDをゆーびーむ☆などの芸人にプレゼントしている。特技はハーモニカ[2]。
- 東京お台場 大江戸温泉物語（現在は閉館）にて従業員として働いていた[1][5]。
- 事務所の先輩であるSAKURAIに尊敬されており、R-1ぐらんぷり2020で決勝まで進出したギター漫談ネタを最初に観て太鼓判を押した[6]。SAKURAIがこの話を小峠英二（バイきんぐ）に披露した所、「そのエピソードは二度とするな!」とツッコまれた[6]。なお、桐野は2回戦進出に終わっている[7][8]。
- 小峠とは錦鯉と一緒に温泉へ連れて行ってもらったことがある[5]。
- 同じ事務所の所属だった女芸人・ウメに告白してフラれた事を芸人仲間からイジられすぎて泣いた（フラれてから約1年間、ウメに対して挨拶すらしなかったことを『逆襲ザコシのチョゲチョゲPARK』内でバラされている）[9]。
- 桐野にとって師匠のような存在であるハリウッドザコシショウは、2013年に自身のYouTubeチャンネルで桐野を「イチオシ芸人」として紹介するなど評価しているが[10]、度々ネタの粗さや構成について苦言を呈している[11]。しかし奇声には定評があり、ザコシ主催の「第5回喚き-1グランプリ」では高い評価を得て準優勝という好成績を収めた。
- 2021年1月6日、YouTube公式チャンネル「桐野安生のYouTube」を開設[12]。
- 準レギュラーである『チョゲチョゲPARK』でダメ出しするリスナーのことを逆ギレして「便所虫」と揶揄していたため[13]、番組リスナーの公称が「便所虫」となった[14]。
- 2023年、『国民的芸人グランプリ』で優勝を収めた（フリースタイル部門で優勝。総合ランキングは4位）[15]。

## 芸風
主に小道具を用いながらの1人コント。架空の人物に扮するネタを多数演じている。代表ネタに「フルーツあるある」（後述）があり、有田哲平（くりぃむしちゅー）からは「なぜか笑ってしまう」と評される一方で田中卓志（アンガールズ）からは「クソみたいなネタ」、ふかわりょうからは「彼にあるあるを名乗ってほしくない」と酷評されている。
小道具は自作で、特にオリジナルの楽器を作ることに凝っている。ネタではカツラを着用し、アクセントとして寄り目を使うことがほとんど。ネタ中は自ら収録した音源と掛け合いを行う。

### フルーツあるある
左手にフルーツバスケット、右手にイチゴのマラカスを持ち、病死した友人へのはなむけ等の理由で「フルーツあるある」を披露するコント。あるあるネタの体裁を取っているが、その内容は言うまでもない至極当然の情報ないし現実離れしたエピソード。桐野はこのネタで2017年のおもしろ荘最終オーディションへ進出し、翌年には『有田ジェネレーション』のレギュラーを獲得した。なお、このネタで使われる「黒シャツに黄色いジャケット、胸に赤いポケットチーフ」という衣装は基本の舞台衣装で、ネタ以外でも頻繁に着用している。発展として「野菜あるある」「フルーツあるあるミュージアム」「フルーツあるあるメタル」などが存在する。

## 賞レース戦歴

### R-1ぐらんぷり
| 年度             | 結果      | 会場                   |
| ---------------- | --------- | ---------------------- |
| 2010年（第8回）  | 2回戦進出 | TEPCOホール            |
| 2011年（第9回）  | 不参加    | 不参加                 |
| 2012年（第10回） | 不参加    | 不参加                 |
| 2013年（第11回） | 1回戦敗退 | 新宿シアターモリエール |
| 2014年（第12回） | 不参加    | 不参加                 |
| 2015年（第13回） | 2回戦進出 | TOKYO FM HALL          |
| 2016年（第14回） | 2回戦進出 | TOKYO FM HALL          |
| 2017年（第15回） | 1回戦敗退 | 新宿シアターモリエール |
| 2018年（第16回） | 1回戦敗退 | 新宿シアターブラッツ   |
| 2019年（第17回） | 2回戦進出 | 新宿シアターモリエール |
| 2020年（第18回） | 2回戦進出 | 新宿シアターモリエール |

### その他
- おもしろ荘2017年元旦SP - 最終オーディション進出[20]
- 喚き-1GP - ファイナリスト（第1回・第3回・第4回・第5回・第6回・第7回）
- 激毛!H-1グランプリ - チャンピオン決勝進出

## 出演

### テレビ

#### かつてのレギュラー
- 有田ジェネレーション（TBS）[2] -　2018年2月21日初出演、同年5月31日放送分で合格しレギュラー出演。2019年3月1日にクビになるも同月28日の「生き残り総選挙」で合格しレギュラー復帰。しかし同年12月17日に再び行われた「生き残り総選挙」で研究生（準レギュラー）降格、さらにゴスケとの対決(2回目)にて「有田預かり」と判定され研究生からも離脱させられた[28]。

#### その他
- あらびき団（TBS、2010年5月25日）[2]
- ひろいきの（TBS、2013年12月3日）[2]
- 有吉ジャポン（TBS、2015年3月20日・6月19日）[2]
- EXD44（テレビ朝日、2016年8月2日）[2]
- スピードワゴンの月曜The NIGHT（AbemaTV、2018年2月20日・2021年6月8日）
- オールスター後夜祭（TBS、2018年10月6日）
- 全力!脱力タイムズ（フジテレビ、2018年12月7日・2019年7月12日・2023年2月17日）
- 勇者ああああ〜ゲーム知識ゼロでもなんとなく見られるゲーム番組〜（テレビ東京、2019年8月22日）
- くりぃむナンチャラ（テレビ朝日、2020年6月12日）
- サンバリュ ～人生見極めドキュメント～ 絶対こうなると思ってた。（日本テレビ、2021年1月24日）
- ファストライク!『15ミニッツ ハリウッドザコシSHOW!』（ABCテレビ、 2021年3月19日）
- 出没!アド街ック天国『千川・要町』（テレビ東京、2022年7月16日）
- ランジャタイのがんばれ地上波! (テレビ朝日、 2022年11月8日 - 2024年3月26日）準レギュラー、不定期出演
- 芸人＃0（チバテレビ 2022年12月17日・26日、2023年1月8日・15日）
- かまいガチ（テレビ朝日、2023年2月1日）
- お願い!ランキングpresentsそだてれび（2023年3月23日）
- マツコ会議（日本テレビ、2023年7月1日）
- 証言者バラエティ アンタウォッチマン!（テレビ朝日、2023年11月7日）
- だれかtoなかい（フジテレビ、2024年3月17日）

### ウェブ
- 俺たちのまんが道（BBstation、2012年5月23日）
- ハリウッド軍団のチョゲチョゲラジオ（Rakuten.FM、2016年8月23日）
- スピードワゴンの月曜The NIGHT（AbemaTV、2018年2月20日）
- 逆襲ザコシのチョゲチョゲPARK（AuDee、2020年7月17日 - 2024年1月26日）準レギュラー、不定期出演
- 虹の黄昏の超絶バイーンラジオS（お笑いラジオアプリGERA、2022年12月16日）

### ラジオ
- God Bless Saturday（FM横浜、2018年6月2日）[2]

### DVD
- ぴんく-1ぐらんぷり（2016年4月29日、NYプロダクション）[2][29]
- ハリウッドザコシショウのものまね100連発ライブ!（2016年7月6日、アニプレックス）
- ハリウッドザコシショウのものまね100連発ライブ! SEASON2（2018年4月25日、ソニー・ミュージックマーケティング）
- ハリウッドザコシショウのものまね100連発ライブ! SEASON3（2020年6月24日、ソニー・ミュージックソリューションズ）
- ハリウッドザコシショウのものまね100連発ライブ! SEASON4（2023年3月29日、ソニー・ミュージックソリューションズ）

### ライブ
- 単独『その男、桐野安生につき。』（2012年2月24日、千川BeachＶ）
- 企画演出『桐野安生のビッグショー』（2017年9月2日、下北ミネルヴァ）